# オーウェンス・コーニング
オーウェンス・コーニング社（Owens Corning Corporation,NYSE:OC）は世界最大のガラス繊維及び関連製品製造会社。本社はアメリカ合衆国オハイオ州トリードに置く。1935年、大手のアメリカン・グラスワークス、コーニング・グラス・ワークス、オーウェンス・イリノイズの合資会社から、1938年11月1日事業をスピンオフする形で生まれた。第二次世界大戦後に大きな成功を収め、60億ドルの売り上げを上げた。しかし、防火素材として業務用に使われたアスベスト製品による莫大な医療賠償責任を負い、2000年に連邦倒産法第11章の適用を申請、倒産した。2006年3月10日、会社は主要債権者グループとチャプターイレブンの要求を解決する企業再編に関する計画の合意に達した。
オーウェンス・コーニングの主力製品はガラス繊維製の断熱材である。1956年以来、断熱材はピンク色に染めて色彩にコントラストが付けられている。もともとは赤い色の予定であったが充分に注目を集められないということで現在の色になり、ライトピンクのカラーリングは会社のトレードマークとなっている。アメリカ合衆国では商標として色を登録することが認められた唯一の会社である（In re Owens-Corning Fiberglas Corp.,, 774 F.2d 1116 Fed. Cir. 1985. ）。カートゥーンキャラクターのピンクパンサーが同社の断熱材部門のマスコットキャラクターとして使われている。
他の主力製品はガラス繊維を用いた繊維強化プラスチック (FRP) などの複合材料である。FRPの用途はボートの船体や自動車のルーフ、パイプ、風力発電向けの羽根などがある。これらの製品は"Fiberglas"®の商標で売られている。